# Poós Éva
Poós Éva (névvariáns: Pós Éva) (Budapest, 1929. április 28. –) magyar jelmeztervező.

## Életpálya
A budapesti Képzőművészeti Főiskola festőművész szakán folytatott tanulmányokat. 1952-ben az Ifjúsági Színházhoz szerződött. 1953-tól két évadon keresztül a Magyar Néphadsereg Színházánál és a József Attila Színháznál  dolgozott. 1960-1967 között a Tarka Színpad és a Kamara Varieté számára készített jelmezterveket. 1967-től a kaposvári Csíky Gergely Színházhoz szerződött. Dolgozott a győri Kisfaludy Színházban is. A kecskeméti Katona József Színház tagja volt 1970–1983 között. Munkái közül kiemelkedőek a varietéműsorokhoz tervezett ruhái.

## Fontosabb munkái
Jelmezterveiből:
- Carlo Goldoni: Mirandolina
- Friedrich Schiller: Stuart Mária
- Friedrich Schiller: Don Carlos
- Hernádi Gyula: Királyi vadászat
- Romhányi József – Abai Pál: Film Pestivál
- Játsszunk valami mást! – Főszerepben: Lakatos Gabriella
- Erdődy János – Innocent-Vincze Ernő – Horváth Jenő – Tamássy Zdenko: Űrmacska
- Abai Pál – Halász Rudolf: Csodaáruház
- Bertolt Brecht: A kaukázusi krétakör
- Katona József: Bánk bán
- William Shakespeare: Macbeth
- Kisfaludy Károly: Csalódások
- Görgey Gábor: Handabasa
- Garai Tamás – S. Nagy István – Szenes Iván: Tarka farsang
- Tirso de Molina: A zöldnadrágos lovag
- Jacques Offenbach: Szép Heléna

## Filmes munkáiból
- Csacsifogat (1984)
- Zsákutca (1985)
- Az aranyifjú (1986)